# Уараби мочи
Уараби мочи (на японски: わらび餅) е японски сладкиш от папратово нишесте, поръсен с брашно от сладки печени соеви зърна.
Въпреки името си („мочи“ е японско оризово тесто), уараби мочи не съдържа лепкав ориз. Това е традиционен десерт за района Кансай и е изключително популярен през летните месеци.　
Понякога, вместо брашното от печени соеви зърна „Кинако“, се поръсва със зелен чай на прах, което променя вкуса и цвета му, или със сироп от кафява захар.